# Los últimos cristeros
Los últimos cristeros és una pel·lícula mexicana-neerlandesa basada en la novel·la Rescoldo: los últimos cristeros, d'Antonio Estrada. Fou dirigida per Matías Meyer el 2011 i protagonitzada per Alejandro Limón, Jesús Moisés Rodríguez, Antonio García, Salvador Ferreiro, Abel Lozano, José Esparza i Sandra Rosales. Fou estrenada al Festival Internacional de Cinema de Toronto de 2011.

## Argument
En concloure la dècada de 1930, cinc pagesos duranguenses catòlics es neguen a rendir-se enfront del govern mexicà durant l'últim període de la Guerra Cristera, en la qual es pretenia reduir el poder de l'Església mexicana amb estrictes guerres anticlericals. Enmig de condicions poc favorables i escassos recursos i municions, el grup d'homes rebutgen l'amnistia i continuen lluitant a favor de la llibertat de culte i contra la persecució religiosa.

## Producció
Matías Meyer ofereix una pel·lícula de caràcter històric (alguns la qualifiquen de western) que retrata la realitat amb la màxima fidelitat als fets. La pel·lícula va ser filmat a la Sierra de Laurel, als Altos de Jalisco, entre els límits d'Aguascalientes i Zacatecas. El treball de filmació amb actors no professionals (alguns d'ells fins i tot són descendents de cristeros reals) va agregar autenticitat a l'obra cinematogràfica. Per a això, el director va visitar diversos pobles per a trobar a persones que encaixessin amb el paper, raó per la qual es va fer un treball extra perquè els actors se sentissin còmodes.
Fill de l'historiador Jean Meyer, el director va declarar en conferència de premsa que la pel·lícula no pretén «ser una lliçó d'Història ni molt menys. Es tracta que la gent s'identifiqui amb els personatges i desperti en ella la curiositat per conèixer els successos esdevinguts al país».

## Temes
Malgrat tractar temes delicats com la política o l'Església mexicana, Meyer argumenta que el seu film «exposa una lluita per la llibertat, més enllà de les creences, de la fe, més que religiosa, en la possibilitat de canvi, la fe en un món millor i més just».

## Recepció
Los últimos cristeros va ser una pel·lícula alternativa a la proposta de Dean Wright, Cristiada. Malgrat les bones crítiques, referències i èxit en diversos festivals (nacionals i internacionals), Meyer va reconèixer que al film li va faltar un distribuïdor. En el 2012, la pel·lícula va ser estrenada en la capital mexicana però no a la seva província, lloc on, segons Meyer, el film podia haver estat d'interès, pel fet que algunes persones (la gent gran) van participar en els esdeveniments històrics. Fins i tot esmenta que la propaganda de la pel·lícula es va donar "poble per poble" perquè la gent pogués veure-la. No obstant això, la producció va rebre peticions perquè la cinta es projectés a nivell acadèmic perquè es realitzessin discussions i debats sobre aquest tema.

## Premis
La pel·lícula va ser mereixedora dels següents premis i reconeixements:
- Millor pel·lícula en la secció "Ahora México" de TV UNAM del Festival Internacional de Cinema Universitat Nacional Autònoma de Mèxic (FICUNAM), realitzat del 23 de febrer al 2 de març de 2013.[5]
- SIGNIS 2011 al Festival Internacional del Nou Cinema Llatinoamericà de l'Havana.[4]
- Menció honorífica al Festival Internacional de Cinema de Paraty, el Brasil.[4]
- Premi Coup de Coeur al Festival de Cinema Llatinoamericà de Tolosa de Llenguadoc.[4]
- Kukulkán del Jurat al Festival de Cinema de la Riviera Maya.[4]

| Premi       | Data | Categoria           | Receptors                           | Resultat | Ref.  |
| ----------- | ---- | ------------------- | ----------------------------------- | -------- | ----- |
| Premi Ariel | 2013 | Millor pel·lícula   | LUC Producciones                    | Nominat  | [ 6 ] |
| Premi Ariel | 2013 | Millor director     | Matías Meyer                        | Nominat  | [ 6 ] |
| Premi Ariel | 2013 | Millor guió adaptat | Matías Meyer i Israel Cárdenas      | Nominat  | [ 6 ] |
| Premi Ariel | 2013 | Millor edició       | León Felipe González                | Nominat  | [ 6 ] |
| Premi Ariel | 2013 | Millor so           | Alejandro de Icaza i Raúl Locatelli | Nominat  | [ 6 ] |
| Premi Ariel | 2013 | Millor banda sonora | Galo Durán                          | Nominat  | [ 6 ] |
| Premi Ariel | 2013 | Millor vestuari     | Nohemí González                     | Nominat  | [ 6 ] |
| Premi Ariel | 2013 | Millor maquillatge  | Iñaki Legaspi                       | Nominat  | [ 6 ] |